# Prinz-Carl-Medaille

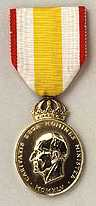
Prinz-Carl-Medaille

Die Prinz-Carl-Medaille ist eine Medaille, die für nationale und internationale humanitäre Hilfe verliehen wird. 
Der Preis wurde von König Gustav 1945 anlässlich der Pensionierung von Carl von Schweden als Vorsitzender des schwedischen Roten Kreuzes gestiftet.
Sie ist nach Carl von Schweden benannt.

## Preisträger
Auswahl bekannter Träger der Medaille:
- Albert Schweitzer, 1952
- Prinzessin Christina, 2002
- Papst Pius XII., 1947
- Eleanor Roosevelt, 1950[2]